# Manjū

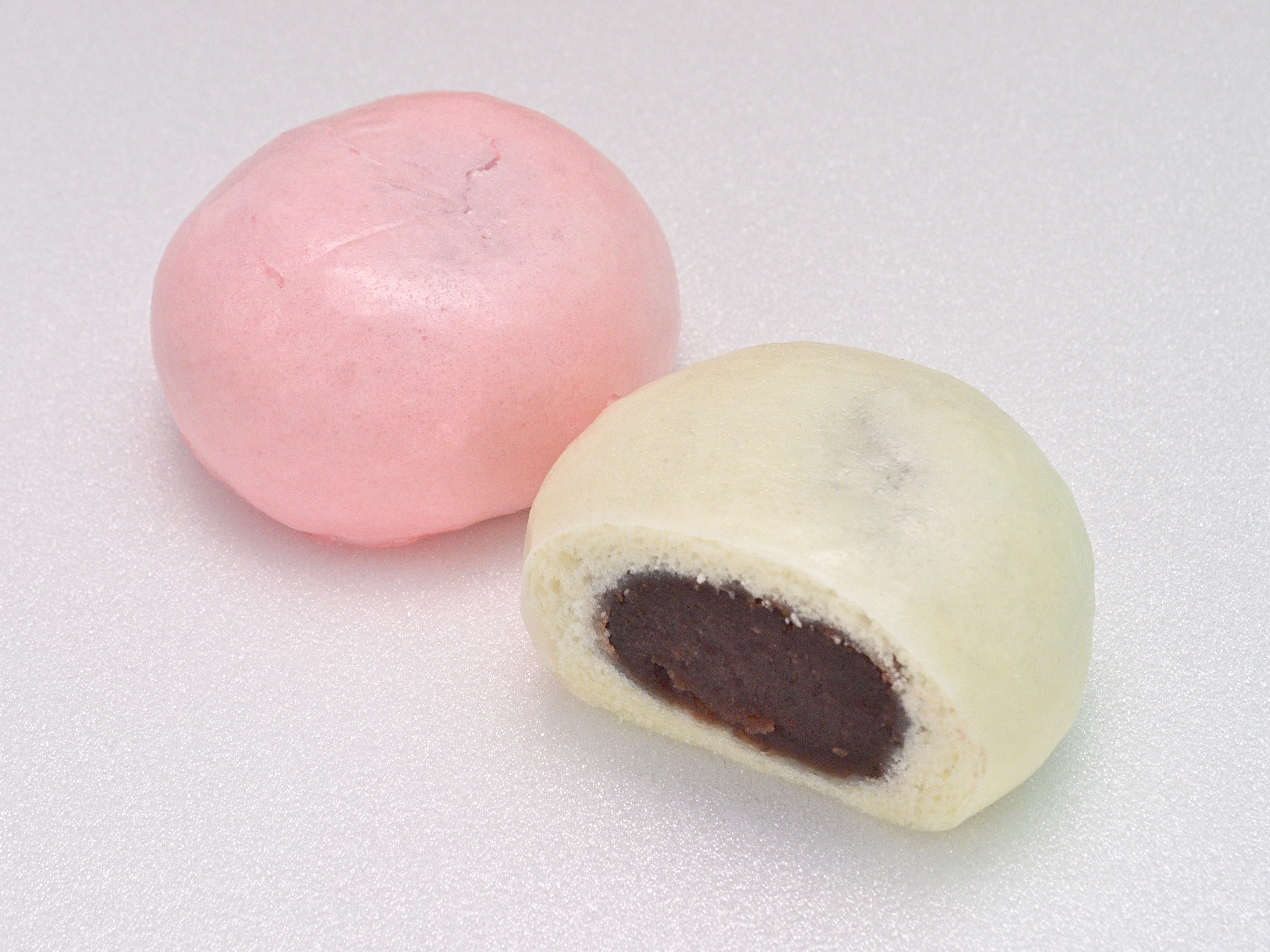
Manjus coloridos (kohaku), servidos em celebrações.

Manjū 饅頭, まんじゅう (manjū) é um doce cozido no vapor muito popular no Japão. São feitos de uma massa de farinha de trigo, farinha de arroz e trigo sarraceno, e que geralmente é recheada com pasta de feijão azuki (anko). O doce é uma variação de uma espécie de pão chinês, mantou (馒头).

## História
O manjū é derivado do mantou, espécie de pão originário da China que era recheado com carne de porco ou de enguia.
Há duas versões para a história da origem do manjū japonês. Uma delas diz que teria surgido com os monges budistas chineses, em 1349.  Feitos para acompanhar chás, originalmente os bolinhos eram recheados de carne de porco. No entanto, diferentemente do budismo chinês, o japonês proibia o consumo de qualquer tipo de carne animal.
 Assim, os monges passaram a fazer os pães recheados com anko. 
A outra versão afirma que os mantou chegaram no Japão em 1241 por meio de um viajante que acabara de voltar da China e que passou a vendê-los, com o nome de naramanjū奈良饅頭 (naramanjū).   Em todo caso, o surgimento do manjū japonês ocorreu entre o século XIII e o século XIV.
Ainda no início de sua popularização, o manjū começa a se dividir em variações, inicialmente duas: um tipo de pão doce, que se assemelha ao manjū atual, e um feito com vegetais. Este, por sua vez, seria próximo ao nikuman肉まん (nikuman) (bolinho recheado com carne de porco moída), mas devido à forte influência budista e seus preceitos anticarnívoros , era recheado com pasta de feijão azuki. Por seu fácil preparo e baixo custo, se tornou muito popular rapidamente, principalmente entre os monges budistas, que os consumiam como lanches nos templos.  

## Variedades
Chamanjū茶饅頭 (Chamanjū, lit. "pão dourado")
- Geralmente feito de farinha, açúcar mascavo e fermento, e recheado com pasta de feijão. Também é conhecido como rikyūmanjū 利休饅頭 (rikyūmanjū), onsenmanjū 温泉饅頭 (onsenmanjū), e usukawamanjū薄皮饅頭 (usukawamanjū), e pode ser facilmente encontrado no Japão. [1]

Joyomanjū 薯蕷饅頭 (Joyomanjū)
- Feito com farinha de arroz e amido de inhame chinês, é cozido no vapor de maneira que fique bem úmido e pegajoso. É chamado de oribemanjū織部まんじゅ (oribemanjū), e kohakumanjū紅白饅頭 (kohakumanjū).

Sakemanjū 酒饅頭 (sakemanjū)
- Adiciona-se à farinha de trigo uma mistura de arroz, água, levedura e koji (um fungo utilizado para fermentação). Essa mistura é chamada de shubo 酒母 (lit. mãe do saquê) e é a base para a produção de saquê.

Kurimanjū 栗饅頭 (kurimanjū)

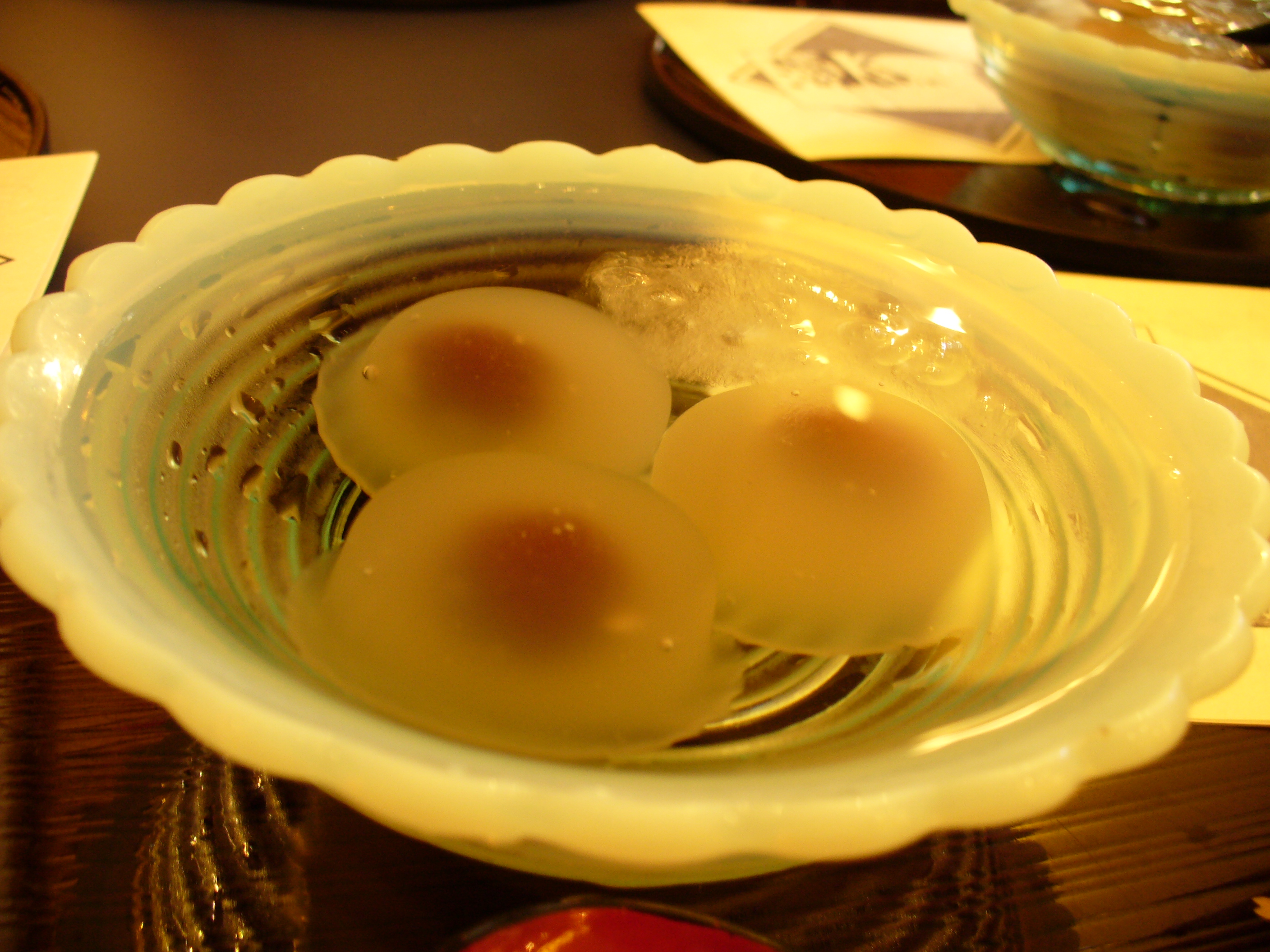
Mizumanjū

- A massa leva mel, para adoçar, e castanhas. O manjū é assado com uma camada de ovo pincelada sobre sua crosta, para adquirir uma aparência "dourada" muito característica, de cor semelhante à das castanhas. [5]

Mizumanjū 水饅頭 (mizumanjū, lit. pão d'água)
- Um doce muito popular nos verões japoneses, o mizumanjū é feito com amido de kuzu, e pode levar agar. De consistência extremamente pegajosa e aparência translúcida, como gelatina. É recheado de pasta de feijão. [6]

Misomanjū 味噌饅頭 (misomanjū)
- Pasta de missô e farinha misturadas em uma massa que é então cozida no vapor. Pode ser comido recheado ou não, e servido com pimenta do reino e açúcar mascavo. [7]